# マンデー・ナイト・ウォーズ
マンデー・ナイト・ウォーズ（Monday Night Wars）は、1995年9月4日から2001年3月26日までの間の、アメリカのプロレス番組の視聴率競争を指す。この時期、WWFの『マンデー・ナイト・ロウ』とWCWの『マンデー・ナイトロ』が、毎週月曜日の夜、同じ時間帯で視聴率を争った。2大団体の間の争いは熾烈で、団体間で多くのレスラーやライターの引き抜き、解雇などが繰り返された。この争いはWCWの消滅によって終了した。

## 戦争以前

### ケーブルテレビでのプロレス番組

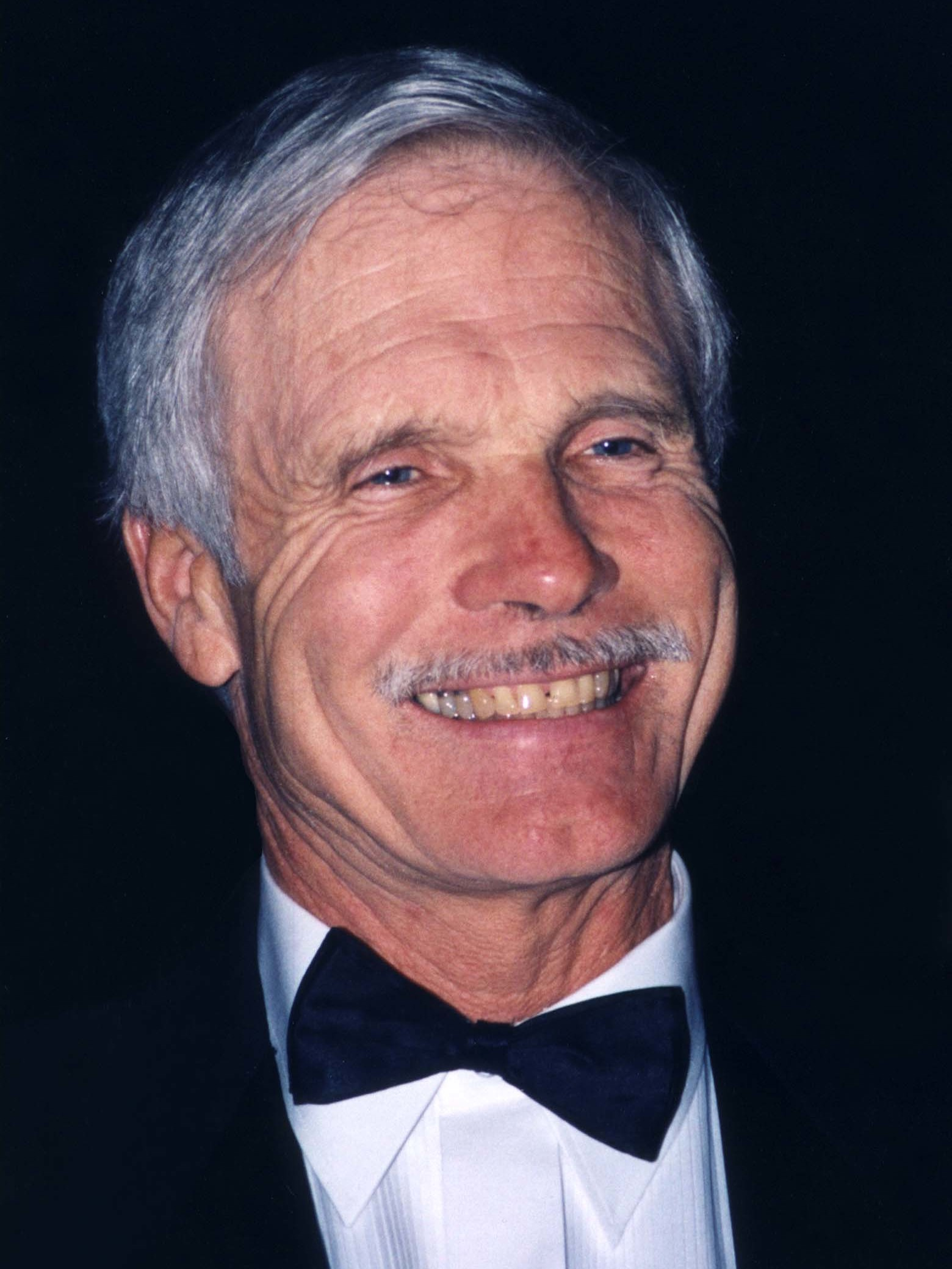
WTBSオーナーであったテッド・ターナー

1980年代前半までにケーブルテレビが急速に発展し、プロレスが番組の一ジャンルとして定着した。プロレス番組は安価に制作できて高視聴率をたたき出せる優秀なコンテンツであった。アトランタのテレビ局WTCG（現在のWTBS）が1970年代後半にスーパーステーションになると、その局のコンテンツであったジョージア・チャンピオンシップ・レスリング（GCW）の番組は全国で視聴できるようになった。GCWは、当時世界のプロレス界最大の統括組織であったNWAの系列団体のひとつで、ジョージア地区をテリトリーとしていた。
団体のTV番組はアトランタのWTBSのスタジオに、少ないが熱狂的な観衆を入れて、試合とインタビューなどを収録する方式であった。これは当時、他のテリトリーのプロレス団体でも同様に行なわれていたやり方であった。ジャック・ブリスコとジェラルド・ブリスコの兄弟がGCWの大株主で、オレイ・アンダーソンが主に団体のブックを担当していた。
北東部を拠点とするプロレス団体WWFも、1983年に独自のケーブルテレビの番組『WWFオール・アメリカン・レスリング』を開始。USAネットワークで毎週日曜朝に放映された。同年、WWFはさらにケーブルテレビの番組『チューズデー・ナイト・タイタンズ』を開始した。
GCWの経営は順調であったにもかかわらず、ブリスコ兄弟は保有するGCWの株とテレビ番組枠を、WWFオーナーのビンス・マクマホンに売却し、1984年7月14日（この日はブラック・サタデーと呼ばれる）、マクマホンはGCWの時間枠に登場した。当時のケーブルテレビはWTBSとUSAネットワークの2つしかなく、これでマクマホンは、WWFの番組を全国放送できる枠をすべて買い取ったことになる。
しかしTBSでのWWFの番組は、旧来のGCW視聴者の支持を得られず視聴率は下がった。その上、マクマホンはアトランタのスタジオで収録してオリジナルの番組を作るという約束を反古にして、既存のWWFの番組のダイジェスト版を制作していた。1985年5月、TBSオーナーのテッド・ターナーの厳しい圧力もあり、マクマホンは団体とTBSの時間枠を、ジム・クロケット・ジュニアが所有する団体、NWAミッドアトランティック地区のジム・クロケット・プロモーションズ（JCP）に売却した。この出来事が、マクマホンとテッド・ターナーの確執として後に残ることになる。
この同年、USAネットワークの『チューズデー・ナイト・タイタンズ』は、WTBSで放映していた2時間番組のフォーマットに差し替えられ、番組名を『プライム・タイム・レスリング』に変えた。このフォーマットは、ボビー・ヒーナンとゴリラ・モンスーンの2人が録画された試合を解説するものだが、モンスーンが中立かベビーフェイス側を応援する立場であるのに対し、ヒーナンはヒール側に声援を送るという画期的な形式であった。2人のやりとりに人気が出て、この番組形式は多くのプロレス団体に真似をされた。

### 1987年-1988年：興行日程の戦い

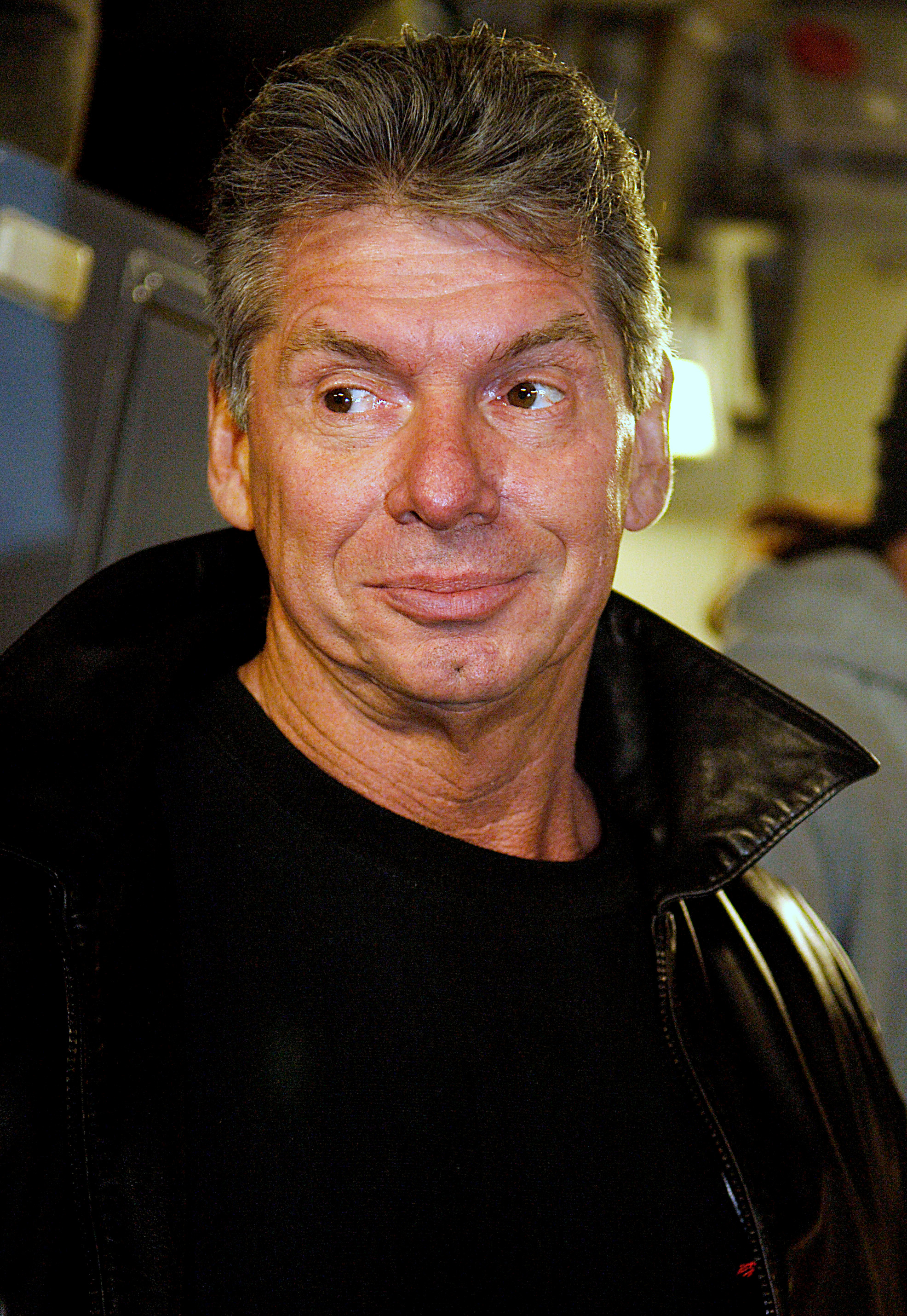
WWFオーナーのビンス・マクマホン

1987年11月から1988年3月までの5ヶ月間、ビンス・マクマホンとジム・クロケット・ジュニアの間で熾烈な興行戦争が起こった。1987年の感謝祭の夜、NWAのPPV特番『スターケード』に対抗して、WWFはPPV特番興行『サバイバー・シリーズ』を放映する。当時の全米各地のテレビ局の多くは、一度に一つのPPV興行しか放映できなかった。そこでWWFは、もしもサバイバー・シリーズを選ばなければ、興行の60日前と21日後の間、あらゆるプロレス番組を提供しないという条件を提示して、テレビ局を脅迫した。こうして、WWFのPPV興行はNWAのスターケードを10倍の差で圧倒した。スターケードを選んだ律儀なテレビ局はたったの3つしかなかった。
この出来事の後、PPV業界はマクマホンに、NWAと同じ日に興行をぶつけないように警告した。しかし、彼はまたもクロケットを挑発した。1988年1月24日、NWAがPPV特番『バンクハウス・スタンピード』を放送する日に、WWFはUSAネットワークで『ロイヤル・ランブル』を無料放送した。
クロケットは、マクマホンの戦略と同様に対抗措置を取る。WWFのPPV興行『レッスルマニア4』が放映される1988年3月27日に、TBSで『クラッシュ・オブ・チャンピオンズ』の無料放送をぶつけた。この番組ではNWA世界王者のリック・フレアーと45分間試合して引き分けたスティングがスターとなった。その後6年間、クロケットは毎年レッスルマニアにクラッシュ・オブ・チャンピオンズ興行をぶつけたが、視聴率も観客動員もWWFを上回ることはなかった。
1980年代を通して、クロケットは順調に他のNWA系列の団体を買収し、WWFと同様の全国的な団体にすることを試みた。この結果、NWAという言葉は、ノースカロライナ州シャーロットを拠点とするクロケットの団体、JCPと同義になった。しかし1988年、クロケットの資金は底を突きかけ、TBSのテッド・ターナーに団体を売却せざるを得なくなった。ターナーは団体名をWCWに改めた。1993年に脱退するまで、WCWはNWA系列の団体であった。

### 1993年-1995年：ロウの開始
1993年初め、視聴率で苦戦していた『プライム・タイム・レスリング』は打ち切りとなり、1月に『マンデー・ナイト・ロウ』が始まった。WWFは、ケーブルテレビの時間枠でオリジナルの試合と筋書きを提供し、それを四半期に一度のPPV特番の放送につなげるべきであるとした。ロウは、その場で起こるストーリーラインや試合を目撃する生の観衆にカメラを向けることで、新しいプロレスのテレビ番組の形を作った。
ロウはニューヨーク市の小さな劇場、グランド・ボールルームから毎週放送された。会場からの生放送で大きな成功を収めたが、毎週の生放送はWWFを財政的に圧迫し、そのうち収録/録画放送も織り込むようになった。

### 1995年以前のWCW、ビショフの支配
マンデー・ナイト・ロウが開始した同じ年、WCWは元AWAのアナウンサーのエリック・ビショフを引き抜いて、取締役副社長（実質トップ）のポストに置いた。ビショフの最初の年はまさに災難であった。ブッカーのオレイ・アンダーソンとダスティ・ローデスは、例えばカクタス・ジャックが記憶喪失になってしまうストーリーラインなどの、レスリングに焦点の定まらないアングルをこしらえた。

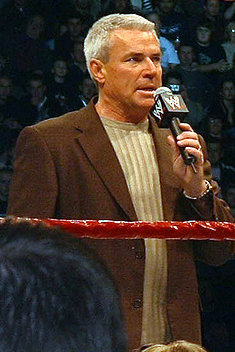
テッド・ターナーの資金を用いて、エリック・ビショフはWCWを創り上げた

1993年の夏、リック・フレアーがWWFからWCWに復帰するが、契約上試合ができなかった。そこで金色のセットを別に作り『ア・フレアー・フォー・ゴールド』というフレアーのトークショーのコーナーを設けて、興行の観衆に見せた。『スラムボリー1993』において、WCWは伝説のユニット、フォー・ホースメンの再結成を約束する。しかし、薬物検査に引っかかってWWFを追い出されたと噂されたタリー・ブランチャードに代わったのは、WWFでジョバーをやっていたポール・ローマだった。
他の有名なひどい出来事としては、マスクマンのザ・ショックマスターが挙げられる。WCWはベビーフェイス側に「謎のパートナー」として、フレッド・オットマンにショックマスター役をやらせた。ところが生放送の初登場時、壁を破って出て来た際、オットマンは転倒しヘルメットが脱げてしまった。その後ショックマスターはいくつかの試合には勝ったものの、「冗談キャラ」として見られるようになってしまった。
さらに同年、WCWはディズニー/MGMスタジオから「WCWワールドワイド」のような番組を制作するため、試合の収録を開始した。ところがこの番組は、数ヶ月後に全国に配給される番組であったため、例えばまだ現在のストーリーラインではチャンピオンになってない選手が、やむを得ずベルトを持って登場するといった具合であった。これはケーフェイの不履行と見なされて、結局1993年9月にWCWがNWAを離れるきっかけともなった。
この年の終わりに、WCWはもう一度リック・フレアーを中心にして団体を立て直そうとした。これはいずれにしても必要なことであった。というのも、『スターケード』4週間前のイギリス巡業の時に、将来のトップのベビーフェイスであったシッド・ビシャスが、アーン・アンダーソンと口論になり、はさみでアンダーソンを攻撃して両者とも負傷し、結局解雇になった。この事件が起こる前に、全国配給の収録ではビシャスをWCW世界ヘビー級王者として扱っていたのだ。ビシャスは『スターケード1993』でベイダーを倒す予定であったが、それが狂ってしまった。フレアーがビシャスに代わって王座を獲得し、再びブッカーになった。
1994年、ビショフはマクマホンのWWFに開戦を宣言し、ハルク・ホーガン、ランディ・サベージといった元WWFの高額なレスラーたちを積極的に引き抜いた。ビショフはテッド・ターナーの財源を使うことができたため、ホーガンとサベージは、複数年、数百万ドルのギャラといった、当時のレスラーではあり得ないほどの条件を得ることができた。契約金が暴騰することで、他のレスラーも追随し、次年度以降のWWFからの引き抜きに問題が生じるかもしれなかった。特にホーガンは、ビショフとの関係を通して非常に大きな影響力を持った。
ホーガンを雇用して初めてのPPV興行『バッシュ・アット・ザ・ビーチ』では、ホーガンがフレアーをピンフォールしてWCW王座を奪った。しかしこの2人は、1991年から1992年にWWFに在籍していたスターであり、新鮮味のあるカードではなかった。この時視聴率では成功したが、この成功は長くは続かなかった。1995年半ばにターナーの経営陣が会社の状態を調べた時、経営はあまりうまくいってないことを知ることとなった。ターナーはビショフを呼び、個人的な会合が開かれた。

## 1995年-1997年：戦争の始まり

### WCWマンデー・ナイトロの開始

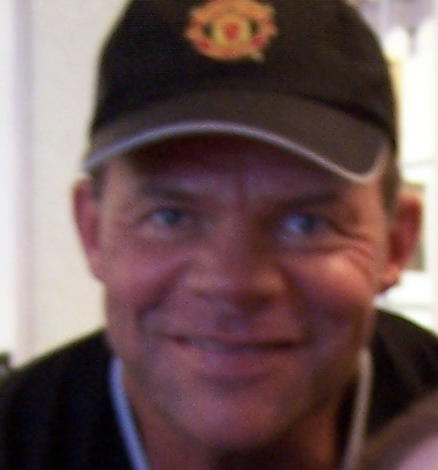
WCWマンデー・ナイトロ第一回にWCWに戻って来たレックス・ルガー

『WCWマンデー・ナイトロ』は1995年9月4日に1時間番組としてスタートした。1995年半ばの会合でターナーは、どうすればWCWはマクマホンのWWFに対抗できるかをビショフに尋ねた。ビショフは特に期待せずに、平日夜のゴールデンタイムでWWFの看板番組のマンデー・ナイト・ロウにぶつけるのが唯一のやりかただと言った。驚いたことに、ターナーはTNTの毎週月曜夜の2時間の枠をビショフに与えた。これはロウとぴったり一致する時間帯であった。この時間枠は1996年5月に2時間枠となり、さらにのちに3時間に拡大した。ビショフ自身は当初司会を務めた。
ナイトロの第1回放送では、レックス・ルガーのWCW電撃復帰が盛り込まれた。ルガーは1987年から1992年までWCWに在籍し、翌年WWFへと移った。ルガーを手に入れたWCWの作戦はいくつかの理由において重要であった。まずナイトロは当時生放送であったため、このサプライズで大興奮した観衆が映し出された。ルガーは、WWF世界王座を狙う位置にいたトップスターであった。そして前日までWWFのハウスショーに出演していて、ビショフとルガーの親友のスティング以外は誰も移籍を知らなかった。
マクマホンは、ターナーが月曜夜にナイトロの生放送を行なうという決定については苦い思いであったことをのちに認めた。彼は当時、ただWWFを潰すためだけにターナーがそうしたのかもしれないと考えていた、と語った。

### 過熱するライバル関係
ロウとナイトロは、マンデー・ナイト・ウォーズの初期では勝ったり負けたりであった。WCWは、かつてWCWに在籍していた現WWFのレスラーたち（スティーブ・オースチン、トリプルH、ブリティッシュ・ブルドッグ、ジ・アンダーテイカー）の負ける場面を流すコーナーを設けた。また、ビショフは放送日前にロウが収録されていた時には、その試合結果を番組内でばらしたりもした。WWF女子王者のメデューサ（WWFではアランドラ・ブレイズ）がWCWに来た時は、ナイトロの放送中にWWF女子王座ベルトをゴミ箱に投げ捨てた。
一方のWWFは、以前からWCW側の人間のパロディを立てたコメディドラマを作り、番組内で放送していた。ビリオネア・テッド（テッド・ターナー）、ザ・ナチョ・マン（ランディ・サベージ）、ザ・ハックスター（ハルク・ホーガン）、スキーム・ジーン（ジーン・オーカーランド）などの登場人物が現れるシリーズ物で、特にテッドの描写は悪意に満ちていた。

### WCWの優勢

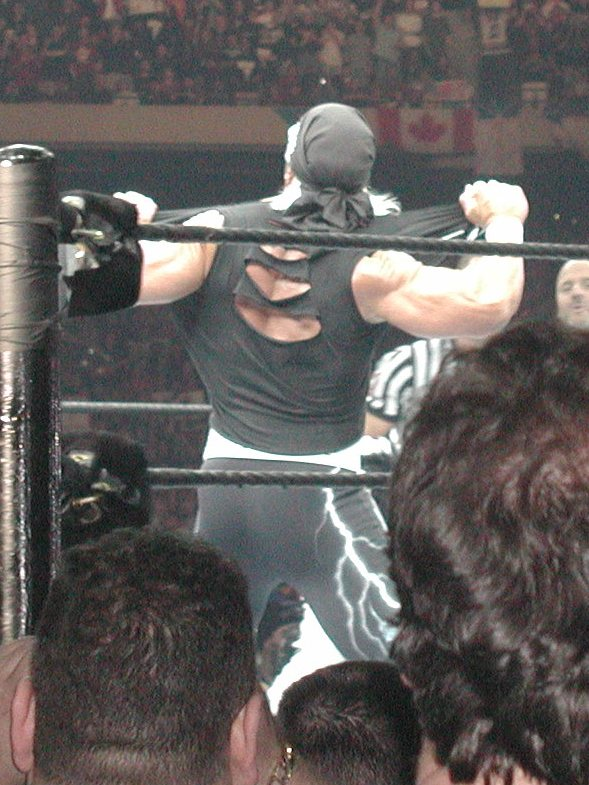
"ハリウッド"・ハルク・ホーガンのキャラクターはWCWに新しいヒール像を与えた

1996年5月27日、WWFでレイザー・ラモンと名乗っていたスコット・ホールがWCWに登場した。その翌週、元WWF王者のディーゼルことケビン・ナッシュが電撃的に登場。2人は「ジ・アウトサイダーズ」、WWFからの侵略者と名乗った。その後数週間、彼らは第3の謎のメンバーがやってくることを告げた。
7月7日のPPV興行『バッシュ・アット・ザ・ビーチ』で、ホールとナッシュは第3の謎のパートナーと組み、レックス・ルガー、ランディ・サベージ、スティング組との対戦カードが組まれた。ホールとナッシュは第3のメンバーなしで現れた。試合が始まると、スティンガー・スプラッシュがナッシュの後ろのルガーに誤爆し、ルガーは担架で運ばれ、試合はジ・アウトサイダーズ対スティング＆サベージ組で進められた。
試合が混沌としてきたところ、ハルク・ホーガンがリングに現れ、瞬間ジ・アウトサイダーズの前に立った後、いきなりサベージを攻撃し、ジ・アウトサイダーズの謎のパートナーは実はホーガンだったのだということを観衆は知った。試合後の直接インタビューで、ホーガンはヒール転向の理由を、観衆に飽き飽きしたからだと答えた。ホーガンは新しいユニットをニュー・ワールド・オーダー（nWo）と名付け、WCWとnWoの間の抗争を開始した。
目撃したファンの多くはホーガンの裏切りに憤慨し、彼のインタビュー中にリングに紙コップやペットボトルを投げ入れた。あるファンはホーガンに向かっていってセキュリティに止められた。アナウンサーのミーン・ジーン・オーカーランドの著書によると、ホーガンはこの時ファンの投げたビール缶で鼻を骨折したという。
まもなくWWFは実際に訴訟を起こした。nWoのストーリーラインは、ビンス・マクマホンがホールとナッシュをWCWを破壊するために送り込んだという内容であることを申し立てた。しかし、ビショフは『グレート・アメリカン・バッシュ』でホールとナッシュにWWFに雇われたのかを判事のように問いただすと、2人は「No」と答えた。訴訟の別の理由として、WWFはスコット・ホールが演じているキャラクターは、WWFが所有するレイザー・ラモンのキャラクターに似ていると主張した。しかし実際は、レイザー・ラモンのキャラクターは、さらにその前のWCWのキャラクター、ダイヤモンド・スタッドにそっくりなのだった。結局この訴訟は数年にわたった。
WCWナイトロは、nWoの爆発的な人気で、それから84週間連続でWWFロウよりも上回った。

### WWFの低迷

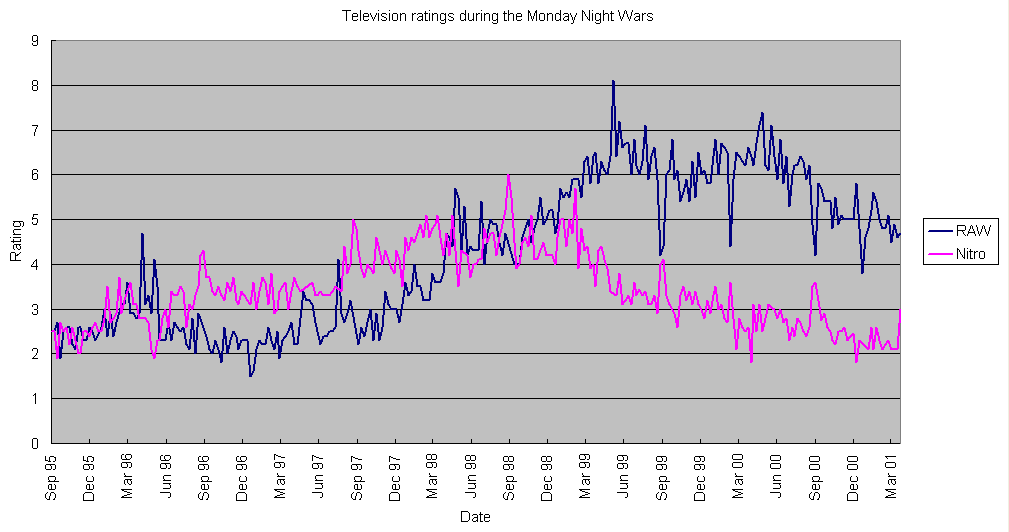
マンデー・ナイト・ウォーの時代のテレビ視聴率の比較

破竹の勢いのWCWに比べ、一方のWWFは低迷していた。1996年6月10日のロウの視聴率の勝利を最後に、その後およそ２年近くナイトロの後塵を拝していた。
1996年11月4日のロウで放送された内容は議論を呼ぶものであった。スティーブ・オースチンが、敵対する負傷したブライアン・ピルマンの家を訪問した。オースチンは到着するやいなや、ピルマンの友人たちに攻撃されるが、簡単に彼らを仕留める。次に彼はピルマンの家に侵入しようとする。この時別のカメラがピルマンの自室にあり、アナウンサーが実況中継をしていた。オースチンがピルマンの家の扉を蹴破って侵入した時、ピルマンは9mmのグロック銃をオースチンに向けた。その次の瞬間、テレビ画面は真っ暗になり、画像が復帰した時にはピルマンは混乱していた。現場のディレクターはビンス・マクマホンに「2、3発の発砲音を聞いた」とリポートした。この一連の筋書きは、内容として誤解される部分が非常に多かった。その上、ピルマンの発した "Fucking" という単語が検閲されなかった。翌週WWFは、USAネットワークに謝罪し、ピルマンもコメントについて謝罪した。
1997年3月10日、番組名を『ロウ・イズ・ウォー』に改名。
団体に不満を持っていると噂されていたブレット・ハートが、ケージマッチに敗れた後、ビンスをマットに押し倒して大荒れしたエピソードや、ネーション・オブ・ドミネーションとD-ジェネレーションXの人種差別的な落書きを用いたストーリーラインなど、1997年を通じて、ロウとWWFの番組には議論の多い要素が多かった。このため、WCWの番組は快調に連勝していった。
さらに、スティーブ・オースチンはPPV『サマースラム』で首を負傷してしまい、3ヶ月間は試合に出ることができなくなった。『レッスルマニア13』の後にオースチンをトップスターにしようという団体の目論みは外れてしまった。しかし、WWFがWCWに勝利する最後のチャンスが、翌1998年の『レッスルマニア14』でやってくるのであった。

## 1998年：マクマホンの反撃

### モントリオール事件

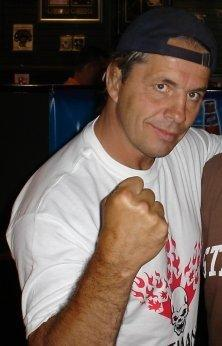
"ヒットマン"・ブレット・ハート

1997年のPPV『サバイバー・シリーズ 1997』では、当時WWF王者でWCWとの契約が決まっていたブレット・ハートがマクマホンの裏切りにあった。のちにモントリオール事件と呼ばれるプロレス界の一大事件となった。自分の地元カナダでのタイトルマッチ、そして実生活でも確執のあるショーン・マイケルズと試合を組まれたハートとしては、引き分けか勝利をした上で王座を返上し、WCWに移籍をしたかった。ブック上はハートの望み通りに進んだが、試合はマイケルズがシャープ・シューターを仕掛けたところで、ビンスの指示によってゴングが鳴らされ、ハートは負けとなってしまった。
この事件は、多くのスター選手を抱えるWCWと、団体に不満を持つハートに対するWWFの報復として目に映り、批判された。事実、事件後にはジム・ナイドハート、リック・ルード、ブライアン・アダムスなど数名のWWFの選手が団体を去った。1997年11月17日、きれいにヒゲを剃ったリック・ルードがナイトロの生放送に登場し、WWFを「タイタニック」と揶揄し、名指しでマイケルズを批判した。その1時間後、6日前に収録した試合を放送していたロウで、ヒゲを剃ってないルードが現れた。
その一方で、ワシントンD.C.でのWCWの『スターケード』では、メインイベントにハルク・ホーガン対スティングの試合が行なわれ、団体史上最高の視聴率をたたき出していた。

### アティテュード時代

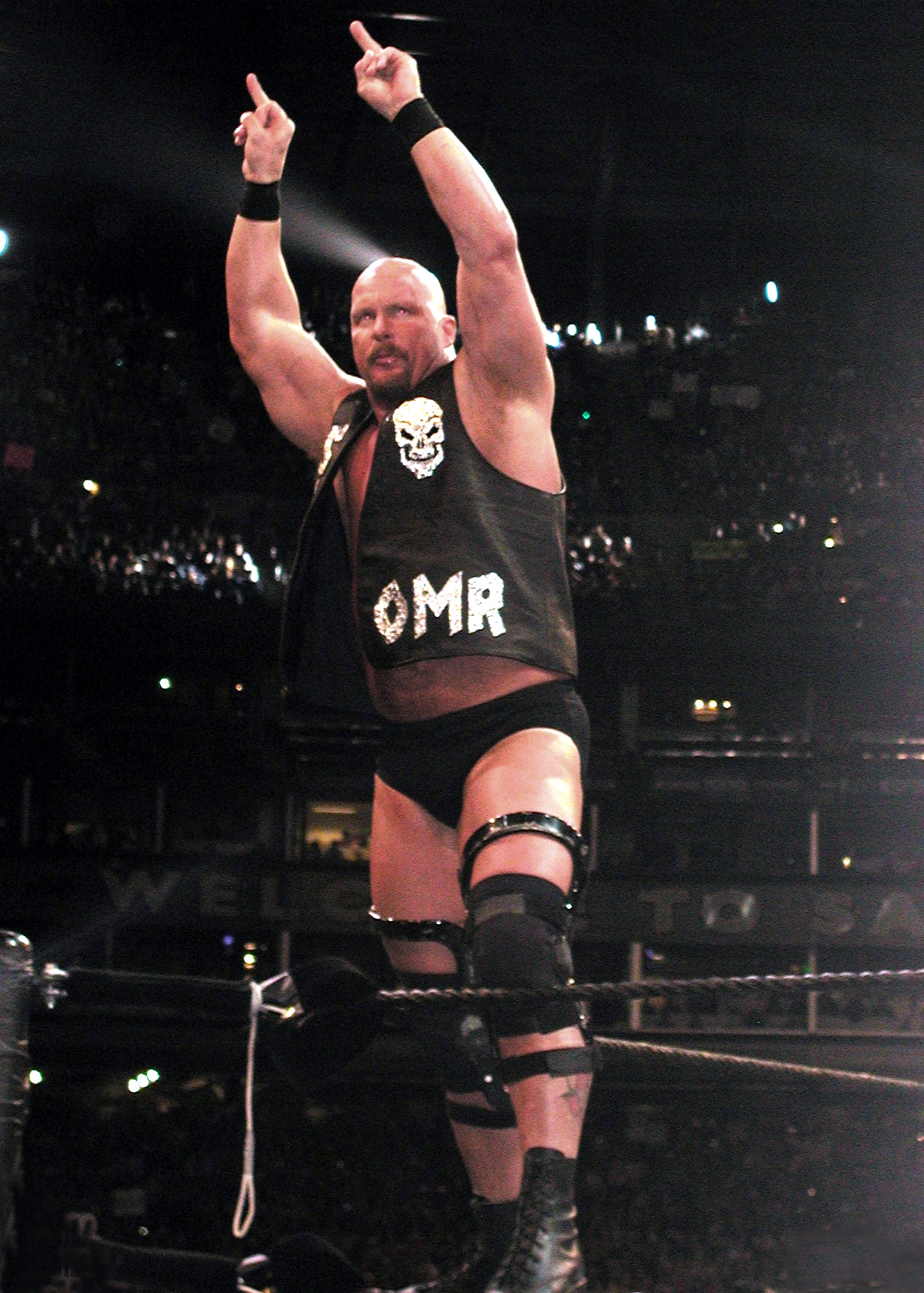
ストーン・コールド・スティーブ・オースチン

毎週ナイトロに負け続けるロウであったが、スティーブ・オースチンをWWF王者にしてからは視聴率は回復していた。1998年の春までに、視聴率戦争はWWFが優位に立った。WWFは、この時期、番組タイトルの会社ロゴには "WWF Attitude" という文字が使われたため、のちに「アティテュード時代」と呼ばれる時代に入っていた。
この時代の特徴は、ビンス・マクマホンとライターのビンス・ルッソーの双頭政治の時代と言える。マクマホンはモントリオール事件以降、「ミスター・マクマホン」という名で、彼の選んだヒールとともに好き勝手に団体を支配するという「悪のオーナー」のキャラクターを演じるようになった。さらにマクマホンはオースチンとの長い抗争を始めた。この二人の抗争は、まさにWWFを救うことになった人気アングルであった。『レッスルマニア14』で、オースチンが彼にとって初めてのWWF王座を獲得した日は、1時間目にはロウはナイトロに勝つことができたが、2時間目では維持することができなかった。トータルではこの日はWCWが勝利した。その後接戦が続き、ついに1998年4月13日、ロウは1996年6月10日以来、初めてナイトロに勝利した。この日はオースチンとマクマホンの試合が組まれたのだが、ミック・フォーリーが上がってオースチンを攻撃し、試合自体が行なわれなかった。この頃、ロウには新しいキャラクターが頭角を現してきていた。ミック・フォーリーはマンカインドとして活躍し、またベビーフェイスのロッキー・メイビアはヒールターンしてザ・ロックになり、ネーション・オブ・ドミネーションのメンバーとして目立った。ベテランのアンダーテイカーは、ケインとの「兄弟」抗争が人気だった。レッスルマニア14の後、背中の負傷で引退したマイケルズに代わり、トリプルHがDXのリーダーとなりニュー・エイジ・アウトローズと、WCWから戻って来たX-パックを加えてDX軍となった。
1998年4月27日のナイトロは、DX軍による有名なアングルとして記憶に残る。この夜、ナイトロはバージニア州のノーフォーク・スコープにて収録され、一方のロウ・イズ・ウォーは、距離的に近いハンプトン・コロシアムでの収録だった。DX軍はその日の興行が行なわれる前に、メンバー全員で戦闘用のジープに乗ってナイトロの会場までアポなしで「侵略」し、エリック・ビショフとの面会を要求したが、警備員に入場を拒否された。拡声スピーカーで「WCWなんて格下の団体の試合なんて見る必要ねえよ。WWFこそ最高だ」「（観戦に来ていた客に向かって）このチケットは購入したんじゃなくてWCWがバラ撒いたタダ券だよな?」といったマイクパフォーマンスで、WCWのネガティブキャンペーンとWWFの宣伝を行ってから、ロウの会場に戻った。
WWFはアングルとキャラクターの設定を、大人向けにシフトして、ロウの視聴率を順調に伸ばした。

### WCWの復活の試み

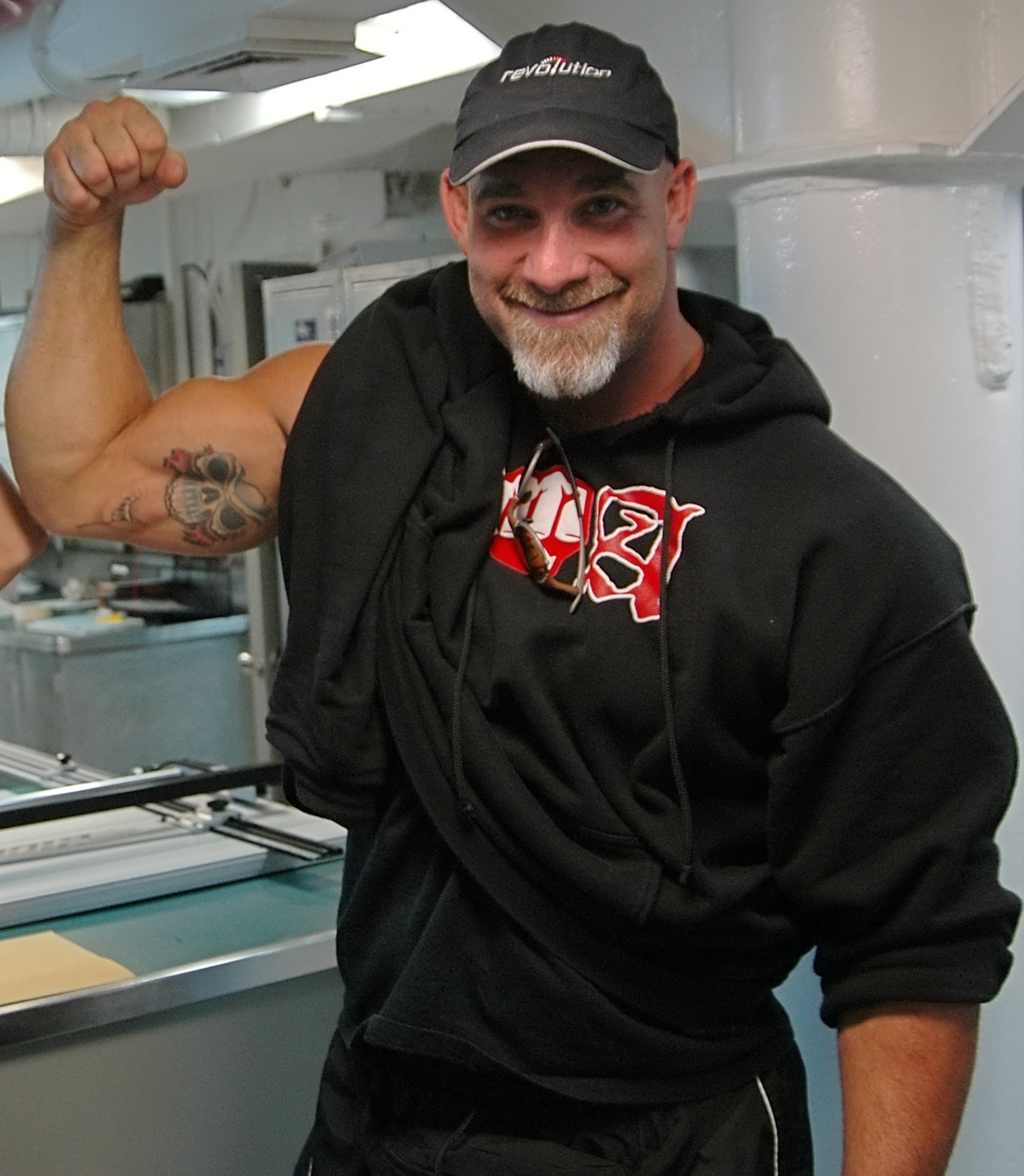
1998年のビル・ゴールドバーグの連勝はWCWの視聴率を救った

マクマホンとオースチンの抗争に危機を感じたWCWはnWoを二つに分けた。ホーガン率いるnWoハリウッド派と、ナッシュ率いるnWoウルフパック派である。
WCWの視聴率を回復する試みは続いた。元NFLのフットボール選手のビル・ゴールドバーグを「怪物」に仕立て上げた。ゴールドバーグの驚異の174連勝が始まると、すぐに人気は回復した。ゴールドバーグがホーガンをピンフォールしてWCW世界ヘビー級王者になった1998年7月6日やリック・フレアーがフォー・ホースメンを復活させた9月14日などでWCWは視聴率戦争に勝利した。なお、結果的にWCWの最後の勝利となった10月26日の放送は、ダイヤモンド・ダラス・ペイジとゴールドバーグの世界タイトルマッチであった。
この時期、ケビン・ナッシュがブッキング上で大きな力を持ち、1998年11月の『ワールド・ウォー3』のバトルロイヤルで勝利した後、翌月の『スターケード1998』でゴールドバーグの連勝を止めて、世界王者となった。ナッシュ自身は否定するが、彼のブッキングにはレスラー仲間からも批判されていたことを、エディ・ゲレロの自伝『Cheating Death, Stealing Life: The Eddie Guerrero Story』で裏付けられている。ナッシュの王座奪取は、結果的にWCWの衰退の始まりへとつながった。

## 1999年-2000年：形勢逆転

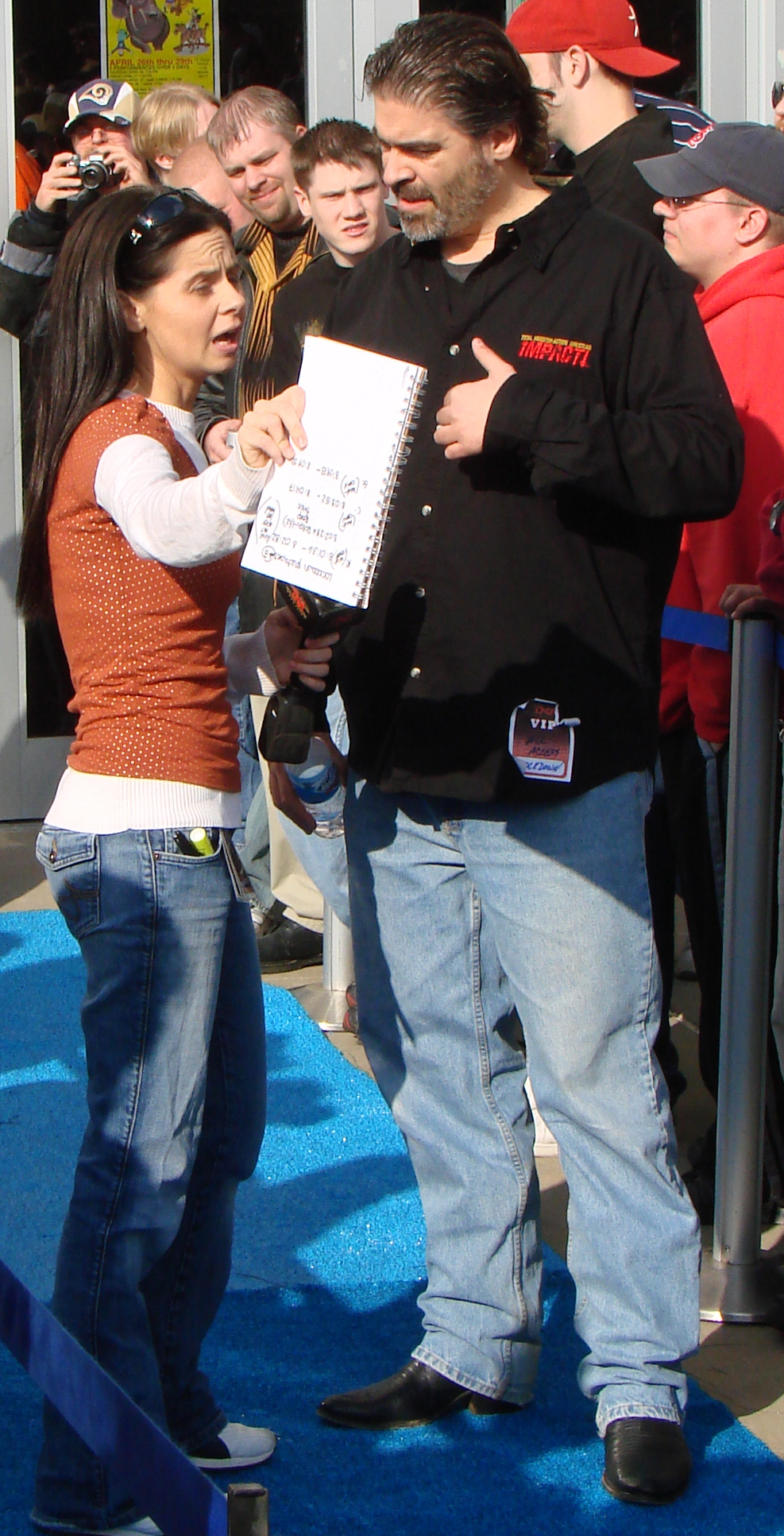
ビンス・ルッソー

1999年が明けた時点で、両番組は毎週視聴率5.0をコンスタントに上げており、また人気レスラーが一般誌の表紙に登場するなどし、プロレス人気が高いことが示された。
1月4日、ジョージア・ドームから放送されたナイトロのメインイベントでは、ゴールドバーグ対ケビン・ナッシュのタイトルマッチが予定されていた。しかし番組の中盤でゴールドバーグは（筋書き上）警察に逮捕されてしまう。代わってハルク・ホーガンとケビン・ナッシュと戦うことになったのだが、その試合ではホーガンがナッシュの胸を軽く指で突き、ナッシュがすぐに倒れてフォールを奪われた。あからさまなタイトル移動の後、nWoは再結成された。のちに「フィンガーポーク・オブ・ドゥーム」と呼ばれるこの出来事で、WCWは明らかに信頼性を失った。本来予定されていたゴールドバーグの試合がなかったばかりか、メインの試合後のリング上でnWoに無惨に陵辱されたためである。これに対し、ロウは事前に行われたWWF世界ヘビー級選手権を放送。試合は当時の団体を代表するカリスマ的人気を博していたマンカインドとザ・ロックの2名が対峙し、ベビーフェイスのマンカインドをD-ジェネレーションXが、体制派ヒールのロックをコーポレーションがリングサイドにつく形で見守っていた。試合終盤、両セコンド陣の乱闘の最中、ストーン・コールド・スティーブ・オースチンが乱入。ロックを椅子で殴打し、マンカインドのフォールを助ける形で彼のタイトル奪取を支援した。ナイトロはロウの試合結果を把握するや否や、すぐに自らの番組内で公表したが、皮肉にもナイトロからロウへ番組を切り替える視聴者が続出する事態が起きてしまった。
ロウが視聴率でナイトロより優位に立ち始めると、WCWは一連の応急処置でこれに対応した。ラッパーのマスターPを登場させたり、メガデス、チャド・ブロック、キッスのコンサートを番組内で行なったのだが、結局視聴率でロウに勝つことはできず、1999年9月にはエリック・ビショフが解雇された。一方のWWEは、ザ・ロックとミック・フォーリーによる、ドキュメンタリー番組"This is Your Life"をモチーフにしたリング上での25分にもわたるスキットを9月27日に放送すると、15分間毎の視聴率で8.4という高い数字をたたき出した。プロレスの試合ではなくリング上の長いスキットが高視聴率であったことは異例で、ザ・ロックとミック・フォーリーという二人のタレント性が高かったことを示している。
1999年10月5日、WWFでライターをしていたビンス・ルッソーとエド・フェララの二人は、WCWに引き抜かれた。WWFで数々のアングルを作った実績を買われたことによる引き抜きであったが、この二人はナイトロをロウそっくりにしてしまった。
1999年12月、ブレット・ハートはスターケードでのゴールドバーグとの対戦で負傷し、レスラーとしてのキャリアを終わらせた。WCWは視聴率も資金も落ち込み続け、翌2000年の1月、総合格闘家のタンク・アボットを世界王者に置くアングルを作った時に、ルッソとフェララの両者は解雇された。ケビン・サリバンが後を継いでブッカーとなったが、WCWのレスラーたちの間で問題となり、『ソウルド・アウト2000』興行でWCW王者になったクリス・ベノワほか、エディ・ゲレロ、ペリー・サターン、ディーン・マレンコらとともに団体を辞めた。ベノワが王者になってから15日後、4人全員がザ・ラディカルズとしてWWFに入った。
ナイトロは視聴率の低下とともに、2000年1月には放送時間を2時間に縮小した。2000年4月、ECWと契約が切れた当時のECW王者、マイク・アッサムを雇った。彼のWCWへの登場は、ECWオーナーのポール・ヘイマンの訴訟を引き起こした。結局マイク・アッサム（WCWと契約したレスラーでECW王者）はWCWのセキュリティとともにECWのリングに上がり、タズ（WWFと契約したレスラー）と試合をして、王座はタズに移動した。そしてタズはECW王者として『WWFスマックダウン』に登場し、WWF王者トリプルHと戦い、そして敗れた。この王座の移動は、WWFがWCWに対して優位であることを知らしめた。
2000年4月10日、ビショフとルッソーは再びWCWでブッカーとして雇われた。WWFに奪われた優位を奪回することを目的とし、ホーガン、フレアー、ダイヤモンド・ダラス・ペイジなどWCWのベテランスターたちをまとめてミリオネアズ・クラブを結成。ビリー・キッドマン、ブッカーT、バフ・バグウェルなどの若いスターたちのニュー・ブラッドとの世代間抗争のアングルを作った。世代間抗争はたいてい若い世代が、スター選手に対して勝つか引き分けるかの結果を出すものだが、ニュー・ブラッドの顔ぶれはいずれも実力、カリスマ性ともに劣っていたためか、このアングルは成功しなかった。
WCWはさらに混迷した。WCWを取り上げた映画の宣伝のため、俳優のデヴィッド・アークエットを世界王者に据えたり、ルッソ自身を王者にブックする愚挙までした。
当時、テッド・ターナーはすでに団体の経営から身を引いていた。WCWは1996年にタイム・ワーナーに、その後2000年にAOLに買収された。番組の広告の減少、ハウスショーの観客動員力の低下、ベテランスターへの契約金などにより、2000年のWCWの損失は6200万ドルにのぼった。
7月には再びビショフは去り、その後はフェララ、ジェフ・ジャレット、ビル・バンクス、ジェレミー・ボラッシュ、ディスコ・インフェルノなどさまざまなスタッフやレスラーがブックに関与し、混迷は極まった。2000年終わりにはWCWが消滅する噂が上った。

## 2001年：戦争終結
2001年1月、エリック・ビショフが率いるフシエント・メディア・ベンチャーズ社は、月曜日のナイトロと水曜日の『サンダー』の放映存続を条件に、WCWを買収することを発表した。しかしターナー・ブロードキャスティングCEOのジェミー・ケルナーは、すべてのWCWの番組を打ち切ることにした。全国放送の番組がないことでフシエント社は買収をあきらめ、代わりにテレビ時間枠を必要としないWWFが名乗り出た。2001年3月23日、ビンス・マクマホンは正式にWCWの買収を発表した。
WWFが買収したものには、WCWが持つ全てのパテント、WCWが持つNWA時代からの映像ソースと、25名のレスラーの契約が含まれていた。しかし大物選手は親会社のAOLタイム・ワーナーと契約しており、すぐにはWWFのリングに上がれなかった。
ナイトロの最終回は、3月26日、フロリダ州パナマシティ・ビーチから放送された。クリーブランドでのロウの放送との同時中継のコーナーが盛り込まれた。第一試合はWCW世界タイトル戦で、US王者のブッカーTがスコット・スタイナーを倒し、2本のベルトを手に入れた。
メインイベントはスティングがリック・フレアーをスコーピオン・デスロックで倒した。奇しくもナイトロ第一回放送でも組まれたカードであった。二人は試合後、互いの健闘を讃え抱き合った。
ロウとナイトロの同時中継の最後には、シェイン・マクマホンが現れ、（筋書き上）ビンスが交渉している間にシェインがWCWを買収したと発表された。その月の初めには、ECWオーナーのポール・ヘイマンもWWFと契約しECWの団体運営をやめることを宣言していた。こうして、WWFはアメリカ唯一の全国的なプロレス団体となった。

## その後
熾烈な視聴率戦争の後、北米におけるWWEのビジネスは確実に衰退した。WWEはその代わりに、海外へのビジネスを拡大した。さらに、マンデー・ナイト・ウォーズでの競争を見習って自社の団体を2つのブランドに分けて、両ブランドで競わせることにした。
WCWとECWの崩壊によってプロレス市場には空白ができて、小さな団体が作られた。2001年にはXWF、WWAが開始されたが2004年には消滅。TNAとROHはそれぞれ2002年前半に出現して、現在もそれなりの利益を生み出している。また、末期のWCWとECWに所属していたレスラーの一部はWWFに参戦。シェイン・マクマホンをWCWオーナー、ステファニー・マクマホンをECWオーナーに据え、ビンス・マクマホン率いるWWFへ反旗を翻す「アライアンス」として活動するストーリーで抗争を繰り広げたが、結果はWWFの勝利と言う形で終わった。所属メンバーは抗争終結後に改めてWWFでのキャリアを再スタートさせたが、WCW時代とは異なる大幅なギミックチェンジを実施したり、下部組織へ異動する者もいた。
2004年、WWEは2時間の映像でWCWの盛衰を取り扱ったDVD『ザ・マンデー・ウォーズ』を制作した。
マンデー・ナイト・ウォーズの結果、プロレスは多くの新しい視聴者を獲得し、アメリカで月曜の夜のおなじみの番組となった。1990年代後半は、プロレスの最後のブームと言えるほど人気は過熱した。1980年代のホーガンがそうであったように、多くの人気レスラーが一般メディアにも登場した。ミック・フォーリーは自伝でベストセラー作家となり、ザ・ロックは映画俳優に転身して現在も活躍している。
2009年11月、ニューヨークデイリーニュース紙によると、TNAに移籍したハルク・ホーガンが、毎週木曜日に放映している「TNA・インパクト」を月曜日に移動させて、マンデー・ナイト・ウォーズを復活させたい意向であることを明らかにした。
その一方で2019年に旗揚げされたオール・エリート・レスリング（以下AEW）がTNTとのタッグを組んでウィークリー番組『AEWダイナマイト』を10月から『NXT』裏番組に放送すると発表、「ウェンズデー・ナイト・ウォーズ」が始まった。しかし、2021年4月よりNXTが放送時間を火曜日に移すことで、視聴率戦争は僅か2年で終了した。

## 脚註
1. ↑  http://www.nydailynews.com/sports/more_sports/2009/11/13/2009-11-13_hulk_hogan_wishes_tna_adds_more_talent_in_order_to_challenge_wwe_for_fan_popular.html
2. ↑  Otterson, Joe (May 15, 2019). “AEW Poised to Be ‘Sports-Centric Alternative’ to WWE With WarnerMedia TV Deal”. Variety 2019年5月15日閲覧。.
3. ↑  “AEW Poised to Be ‘Sports-Centric Alternative’ to WWE With WarnerMedia TV Deal”. Variety (2019年5月15日). 2019年5月15日閲覧。
4. ↑  “AEW TV deal: Weekly show to air live on TNT with Turner also streaming pay-per-views”. CBS Sports. 2019年5月21日閲覧。
5. ↑  AEW Staff (2019年6月27日). “How To Watch Fyter Fest”. All Elite Wrestling. 2019年7月5日閲覧。